# Flötjan
Flötjan (flött-) är ett skär med fyr i södra inloppet till Ålands hav, ca 4,5 sjömil väster om Lågskär. Skäret är Finlands yttersta utpost mot Sverige i riktning västsydväst och uppräknas i den 19 januari 1811 i Torneå undertecknade topografiska gränsbeskrivningen som en av hörnpunkterna av storfurstendömet efter freden i Fredrikshamn 1809.

## Konstruktioner på skäret
Enligt muntlig tradition bland sjöfarare fanns där under 1800-talet en röd-grön gränspåle för att markera gränsen mellan Sverige och Tsarryssland.
År 1901 byggdes ett kummel på Flötjan. Skalet för båken byggdes i järnplåt på Sandvikens Skeppsdocka och Mekaniska Verkstad i Helsingfors och fylldes på stället med betong gjord på 89 tunnor cement och 50 m3 grus. Överst fästes en 8m hög stång försedd med korgar visande en ostprick (enligt det ryska kardinalsystemet). 1907 ersattes prickkonstruktionen med en lanternin vilken som den första i sitt slag i Finland till en början fungerade elektriskt. Ljuset matades av sju galvaniska batterier, blinken styrdes av en magnetkontakt och ett urverk slog på och av enligt dygnsrytmen. Effekten var dock blygsam och batterierna krävde oupphörligen tillsyn. 1908 försågs den i stället med en AGA acetylenanläggning med solventilstyrd klippmekanism. Den skadades svårt av en minexplosion under Första världskriget, men 1918 höjdes konstruktionen en aning och en ny gasanläggning installerades.
Det låga kumlet visade sig fortfarande känsligt för isskruvning och överslående sjöar på det utsatta skäret, och sjöfarten hade länge önskat en ordentlig fyr närmare farleden än Lågskär. 1953 hade byggnadstekniken utvecklats så långt att det var möjligt, och en modern betongfyr byggdes på Flötjan. Fyren göts med glidform till sex våningars höjd med ungefär samma teknik som användes i samtida kassunfyrar. Den har heller ingen trappa utan underhållspersonalen får klättra upp längs en stålstege. Det nya tornet fick en modernare roterande gasanläggning från AGA med automatiskt byte av glödstrumpa. Ljusstyrkan var 26 000 cd och Lysvidden 15 nautiska mil. I tornet fanns också en fjärrstyrd mistlur. Fyrens anordningar fjärrstyrdes först från Lågskär, men automatiserades fullständigt 1959. 1986 försågs den med en fransktillverkad vindgenerator, och på 1990-talet ändrades den för soldrift varvid lysvidden reducerades till 10 NM.